# Рисп, Фредрик
Ларс Фредрик Рисп (швед. Lars Fredrik Risp, фамилия при рождении Карлссон (швед. Karlsson); 15 декабря 1980, Люсечиль, Швеция) — шведский футболист, выступавший на позиции защитника.

## Биография
Начал заниматься футболом в родном городе в клубе «Люсечиль». Позже перешёл в знаменитый шведский клуб «Гётеборг». В 2003 году был в аренде в итальянском «Кьево», но не провёл там ни одного матча. В июле 2005 года перешёл в турецкий «Генчлербирлиги», провёл там 2 сезона и был куплен «Трабзонспором» за 1 000 000 евро, в январе перешёл в «Анкараспор». С января 2009 года по июль отправлен в аренду в норвежский «Стабек», с правом выкупом контракта, «Стабек» не воспользовался этим правом. В августе 2009 года перешёл в «Анкарагюджю». В январе 2010 года был на просмотре в российском клубе «Москва». 10 февраля 2010 года подписал контракт сроком до 31 июля 2010 года с «Гётеборгом», в начале июня 2010 года покинул клуб. 7 августа 2010 года подписал контракт сроком на один сезон с датским клубом «Эсбьерг».
Также его активе три поединка за сборную Швеции. Дебютировал в сборной 31 января 2001 года в товарищеском матче с командой Фарерских островов. Вторую игру, также товарищескую, провёл 22 января 2005 года, соперником была сборная Южной Кореи. Последний раз он защищал честь своей страны в ноябре 2005 года, выйдя на поле в товарищеской встрече с Южной Кореей. Все три матча завершились вничью. 20 марта 2008 года его вызвали на товарищеский матч со сборной Бразилией.